# Sanderum Kirke
Sanderum Kirke er sognekirke i Sanderum Sogn i Odense Kommune. Kirken er opført i romansk tid og viet til Ærkeenglen Mikael, hvis billede ses i relief på apsiden, ligesom koret blev viet til ham 1503.
I senmiddelalderen tilhørte kirken formentlig Dalum Kloster, der også ejede det meste eller hele landsbyen. Kirken overgik formentlig til møntskriver Jens Lassen 1662, da denne erhvervede herregården Dalum Kloster, om end Sanderum Kirke ikke er nævnt i skødet. Sanderum Kirke lå herefter til herregården (fra 1682 kaldt Christiansdal), og som følge heraf lå Sanderum Kirke til det fynske rytterdistrikt fra 1718 og indtil herregården med sine kirker blev erhvervet af Christian Benzon på auktionerne over krongodset 1764. Den forblev i herregårdens eje frem til overgangen til selveje 1. januar 1913.
I nyere tid er sognet forandret både da Dyrup Sogn udskiltes som selvstændigt sogn 1989, og da annekskirken Ravnebjerg Kirke først blev selvstændigt kirkedistrikt 2002 og siden indlemmet i Ubberud Sogn 2007.

## Bygning
Kirken er i sin kerne en traditionel romansk kvader- og kampestensbygning med apsis i øst, og er formentlig opført i 1100-tallets sidste del. Den romanske bygning aftegner sig fortsat tydeligt i bygningens grundplan og er bevaret i både skibets vestdel, koret og apsiden. I korets nordside sidder kirkens eneste intakte romanske vindue. Et nu tilmuret romansk vindue anes i sydsiden af apsis og et tilsvarende i nordsiden. Rester af en romansk vinduesudsmykning ses i apsidens østvindue. Karmstenen viser en liggende drage og vinrankeslyng.
Kirken er udvidet flere gange i løbet af 1400-tallet, og faserne i denne forandring har kunnet tidsfæstes dendrokronologisk. Først blev tårnet rejst, og dets tag stod færdigt i 1450'erne, men tårnet blev derefter forhøjet senere i århundredet. Der blev indsat hvælv i kor og skib i 1480'erne, søndre korsarm blev rejst ca. 1495-1505, mens nordre korsarm blev sluttet til skibet 1515-30. Desuden blev der rejst en skillemur mellem kor og apside på dette tidspunkt, så apsiden herefter tjente som sakristi. Våbenhuset er føjet til tårnet ca. 1525.

## Kalkmalerier
Talrige kalkmalerier er bevarede i kirken. De blev først undersøgt af J. B. Løffler, der 1882 afdækkede sengotiske kalkmalerier figurudsmykninger i kor og skib. Hovedparten blev herefter overhvidtet, da menigheden tog anstød af motiverne. 1895-96 fremkom så rester af den senromanske dekoration på apsis og på korets øst- og nordvæg. Disse blev undersøgt af Jacob Kornerup. Ved en gennemgribende undersøgelse 2004 fandt man spor af den sengotiske dekoration i hele kirken. Kalkmalerierne er senest restaureret 2009-11.
Koret udsmykning er senromansk, o. 1225. Udsmykningen er påvist i både apsis, kor, triumfvæg og i skibets nordside over hvælvene, og har altså formentlig omfattet hele kirken. I apsis er kun nordre halvdel af maleriet bevaret. Her ses Den Tronende Kristus i mandelglorie (kun nordre halvdel af maleriet er bevaret) omgivet af evangelistsymboler, Maria og to andre kvinder. Adskilt af en bort ses tre apostle i kjortler. Malerierne på korets nordvæg omfatter to figurfriser. Den øvre figurfrise viser scener fra Det Nye Testamente: Bebudelsen, Besøgelsen, Jesu Fødsel og Forkyndelsen for Hyrderne. I den nedre figurfrise kan identificeres Aron og den angrende Mirjam samt De hjemvendte spejdere fra Kanaans land. Over figurfriserne afsluttes maleriet af en arkitektonisk bort med profeter siddende under arkader. I korets nordvindue er afbildet Abraham siddende på en tronstol samt Kain og Abels offer. Udsmykningen tilhører en gruppe af senromanske malerier på Nordfyn og er beslægtet med arbejder i Fraugde Kirke og Sønder Nærå Kirke.
De sengotiske kalkmalerier fra o. 1525 findes i apsis, kor, skibets østre hvælvfag samt tårnbuen, og er desuden påvist i tårnrummet og våbenhuset. Billedprogrammet er Lidelseshistorien og har til formål at henvise til nadveren samt vise menigheden den pris, Kristus betalte ved at lade sig føde for derved at bevæte menigheden til fromhed og andagt. På korets østvæg ses dele af en Korsfæstelse. På korhvælvet er fremstillinger af: Piskningen, Jesus for Pilatus, Tornekroningen og Bespottelsen. I korbuen ses malerier af Ærkeenglen Mikael og Den hellige Kristoffer. I skibets østhvælv ses Dommedag (østkappe), Helvedesgabet (sydkappe), Den Hellige Familie (vestkappe) og Himmelborgen (nordkappen). Desuden er der mindre scener i hvælvsviklerne (Bebudelsen, Jesu Fødsel og Kongernes TIlbedelse).

## Inventar
Kirkens ældste inventarstykke er den gotlandske døbefont fra o. 1325. Dens kumme prydes af 17 arkader med trepasformede, spidse buer, i hvis hjørner er anbragt masker og rosetter . Af senmiddelalderligt inventar er bevaret både et muret alterbord med relikviegemme, et røgelseskar (nu i Odense Bys Museer) Peter Hansens klokke fra 1492 og talrige figurer og fragmenter af en altertavle fra o. 1425-50, der blev genbrugt i Claus Bergs altertavle fra 1515-20. De dele af den gamle altertavles skab, der er blevet genbrugt i Claus Bergtavlen antyder at den gamle tavle blev ødelagt af en brand. Prædikestolen er fra 1631 og et typisk, arkitektonisk opbygget renæssancearbejde med arkadefag, der adskilles af hjørnefremspring med dobbelte søjler. I arkadefagene er malerier af Kristus som Verdens Frelser og de fire evangelister. Nærmest opgangen ses Matthæus med et menneske, Markus med en løve, Kristus med en jordkugle i hånden, Lukas med en okse og Johannes med en ørn.
Prædikestolen blev udført til Dalum Kirke, men i forbindelse med en nyindretning af denne 1646-47 blev prædikestolen solgt til annekskirken i Sanderum. Altersølvet er anskaffet i 1600-tallets anden halvdel , idet det ældre altersølv blev stjålet under Karl Gustav-krigene 1657-60.

### Claus Bergs altertavle
Claus Bergs store altertavle omfatter et bredt midtskab, bevægelige sidefløje og to faste fløje. Midstkabet rummer en figurrig fremstilling af Korsfæstelsen, der flankeres af fire sidefelter med relieffer fra Lidelseshistorien: Kristus for Pilatus, Korsvandringen, Begrædelsen og Opstandelsen. Alle er skåret i Bergværkstedets karakteristiske stil og prydet af blandt andet krabbebladsbaldakiner og malede ornamentborte. De to bevægelige sidefløje rummer 2×4 nicher hver. I disse sidder 16 figurer, fortrinsvis disciplene, men også Jomfru Maria(?) og Den Tronende Kristus. Figurer er genanvendt fra den ældre altertavles forskellige scener, og inklusionen af Maria og Kristus viser, at de ikke blot er hentet fra den ældre tavles sidefløje, hvor apostelfigurerne traditionelt ses, men også fra nogle af midtskabets scener. Kun figuren af kirkens værnehelgen, Ærkeenglen Mikael, nederst til højre på nordfløjen er udført specifikt til den ny tavle.
På de bevægelige fløjes ydersider er fire ret medtagede malede scener fra Lidelseshistorien: Nadverens Indstiftelse, Bønnen i Getsemane Have, Tilfangetagelsen og Piskningen. Til disse er anvendt grafiske forlæg fra både Mester IAM van Zwolle, Albrecht Altdorfer og Lukas Cranachs hænder. Malerierne er i deres udførelse karakteristiske arbejder fra Iver Pedersen og Peder Malers værksted, som Claus Berg i flere tilfælde arbejdede sammen med.
De faste sidefløje prydet af malerier i stort format forestillende Ærkeenglen Mikael som Sjælevejer og Maria med Barnet, begge stående i landskaber foran et brokadeklæde.
Blandt Claus Bergs altertavler komme Sanderumtavlen tættest på Bregninge Kirkes Korsfæstelsestavle. Dog er reliefferne i Sanderumtavlen perspektivisk udførte, hvilket peger frem mod Gråbrødretavlen (nu i Skt. Knuds Kirke), som stod færdig 1523. På blandet andet det grundlag kan tavlen dateres til o. 1515-20.
- Det ødelagte romanske vindue i apsis.
- Detalje af Claus Bergs altertavle.
- Den trefløjede altertavle er lukket i fastetiden.
- Sanderum prædikestol

## Eksterne kilder og henvisninger
- nordenskirker.dk Arkiveret 31. januar 2011 hos  Wayback Machine
- Sanderum Kirke denstoredanske.dk
- Sanderum Kirke KortTilKirken.dk
- Sanderum Kirke hos danmarkskirker.natmus.dk (Danmarks Kirker, Nationalmuseet)

- Wikimedia Commons har flere filer relateret til Sanderum Kirke